# Jeremias Jakob Oberlin

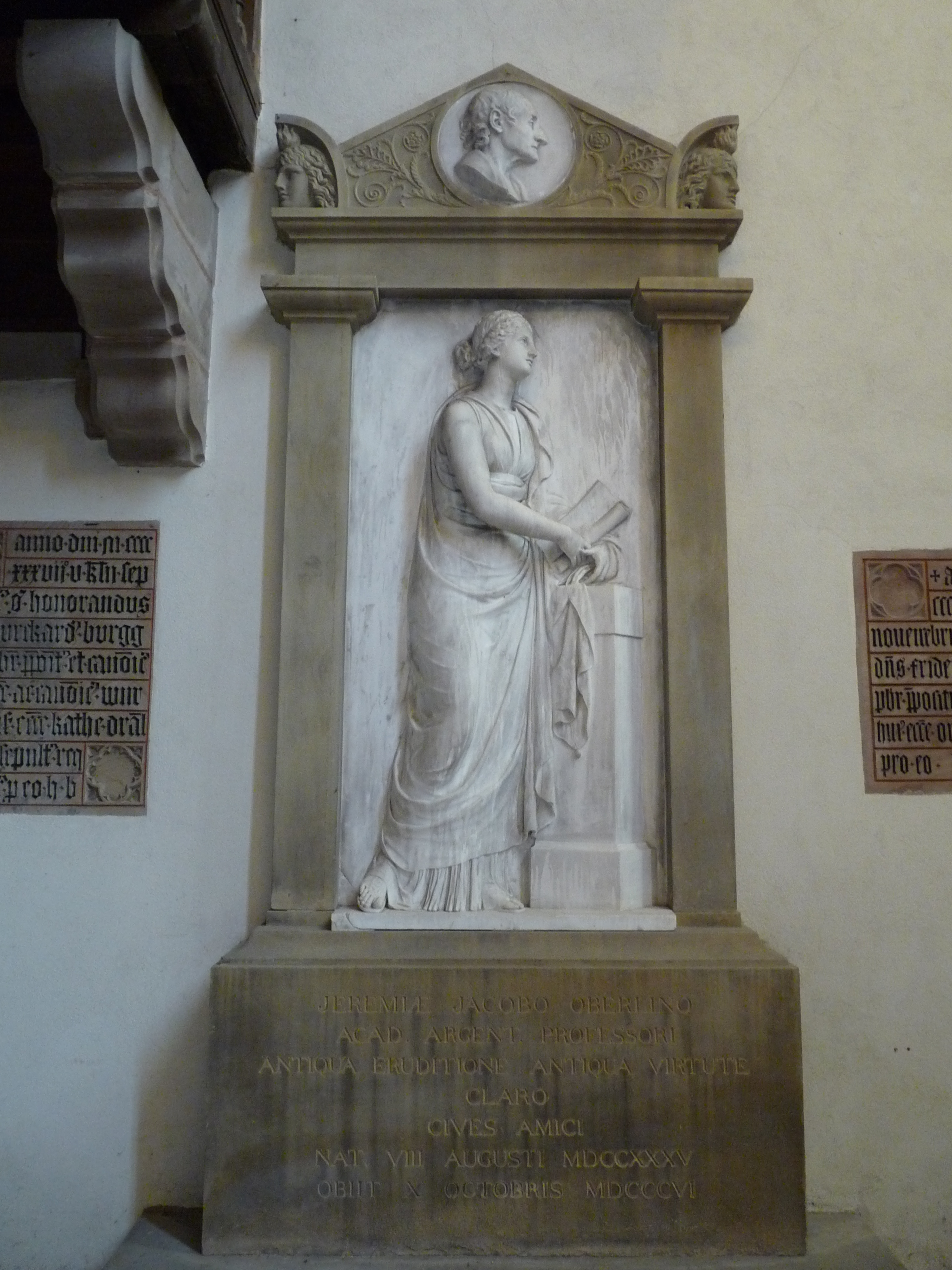
Stele für Jeremias Jakob Oberlin von Landolin Ohmacht (1811)

Jeremias Jakob Oberlin (französisch: Jérémie-Jacques Oberlin, * 7. August 1735 in Straßburg; † 10. Oktober 1806 in Straßburg) war ein französischer Gelehrter, Philologe, Germanist und romanistischer Dialektologe.

## Leben
Jeremias Jakob Oberlin studierte bei Johann Daniel Schöpflin in Straßburg. Er war ab 1772 außerordentlicher, ab 1778 ordentlicher Professor für Logik und Metaphysik an der Universität Straßburg mit weit gespannten Interessen in der Archäologie, Altphilologie, Romanistik, Altgermanistik und Bibliothekskunde. 1776 machte er eine Forschungsreise nach Südfrankreich.
Jeremias Jakob Oberlin war der ältere Bruder von Johann Friedrich Oberlin. In der Thomaskirche in Straßburg wurde ihm 1811 eine von Landolin Ohmacht geschaffene Stele errichtet.

## Veröffentlichungen (Auswahl)
- Museum Schoepflini Bd. 1, Straßburg 1773 (Digitalisat)
- Essai sur le patois lorrain des environs du comté du Ban de la Roche, fief royal d’Alsace in der Google-Buchsuche, Straßburg 1775, Nachdruck Genf 1970 (288 Seiten, betreffend das Welche)
- Orbis antiqui monumentis suis illustrati primae lineae, Straßburg 1776
- (Hrsg.) Vibius Sequester,  De fluminibus, fontibus, lacubus, nemoribus, paludibus, montibus, gentibus quorum apud poetas mentio fit. Lectionis varietatem et integras doctorum commentationes adjecit et suas J.J. Oberlinus, Straßburg 1778
- (Hrsg.) Johannis Georgii Scherzii, Glossarium germanicum medii aevi potissimum dialecti suevicae, edidit, illustravit, supplevit Jeremias Jacobus Oberlinus, 2 Bde., Straßburg 1781–1784
- (Hrsg.) Quinti Horatii Flacci Carmina, Straßburg 1788
- Abhandlungen zu Konrad von Würzburg und Ulrich Boner. Edition der „Diatribe de Conrado Herbipolita“ und Faksimile der „Bonerii Gemma sive Boners Edelstein“ mit einer Einleitung, Biographie und Register hrsg. von Rüdiger Brandt, Stuttgart 1988